# Lesbentelefon
Ein Lesbentelefon ist eine telefonische Beratungsstelle für Lesben und Frauen im Coming-out. Die Idee ist in der Frauenbewegung entstanden.
Lesbentelefone informieren und beraten zu allen Themen des lesbischen Lebens, insbesondere zum inneren und äußeren Coming-out (also zu Identitätsfindung, Problemen mit Eltern oder Kindern, Schwierigkeiten am Arbeitsplatz etc.). Die meisten Telefone informieren auch über Angebote und Veranstaltungen in ihrer Region.
Beratungsanfragen von Angehörigen und Freundinnen werden von Lesbentelefonen ebenfalls beantwortet. Auch für Multiplikatorinnen, Initiativen, Verbände und Organisationen, die sich mit unterschiedlichen Aspekten lesbischen Lebens auseinandersetzen wollen, stellen Lesbentelefone eine Anlaufstelle dar.
Bei Anfragen, die den Rahmen eines Beratungsgesprächs oder die Möglichkeiten der Beraterin übersteigen, wird an geeignete Stellen weiterverwiesen. Die Lesbentelefone pflegen dafür umfangreiche Karteien.
Zum Angebot der meisten Lesbentelefone gehören auch Coming-out-Gruppen, in denen die Teilnehmerinnen sich mit ihrem inneren und äußeren Coming-out auseinandersetzen können. Die weiteren Angebote der Telefone sind zum Teil sehr unterschiedlich.
An vielen Telefonen arbeiten ehrenamtliche Mitarbeiterinnen. Nur wenige Beratungsstellen erhalten finanzielle Unterstützung, die die Beschäftigung von hauptamtlichen Beraterinnen ermöglicht. Die Mitarbeiterinnen haben oft einen sozialpädagogischen oder psychologisch-therapeutischen beruflichen Hintergrund. Es gibt aber auch viele, die sich in Fortbildungen für die Beratungsarbeit oder Gruppenleitung qualifiziert haben. Grundlage der Beratungsarbeit ist immer die persönliche Erfahrung als lesbisch lebende Frau.
In Deutschland gibt es in 18 Städten derartige Angebote, ebenso in Österreich und der Schweiz.